# Jaltomata yacheri
Jaltomata yacheri ist eine Pflanzenart aus der Gattung Jaltomata in der Familie der Nachtschattengewächse (Solanaceae). Sie wurde 2007 erstbeschrieben.

## Beschreibung

### Vegetative Merkmale
Jaltomata yacheri ist ein bis zu 1,2 m hoch werdender Halbstrauch, dessen junge Zweige filzig behaart und grün sind und im Alter verkahlen, grün bleiben und einen drehrunden Querschnitt haben. Die Laubblätter stehen paarweise. Die Blattspreite ist etwas lederig, eiförmig und wird bis 8 cm lang und 4,6 cm breit. Ober- und Unterseite sind mit einfachen und verzweigten Trichomen besetzt. Nach vorn ist die Blattspreite zugespitzt, die Basis ist gerundet und leicht abgeschnitten, der Rand ist ganzrandig und bewimpert. Die Blattstiele werden bis 1,8 cm lang.

### Blütenstände und Blüten
Die Blütenstände stehen in den Achseln oder seltener auch in den Verzweigungen der Sprossachse und bestehen aus zwei bis drei Blüten, gelegentlich werden auch vier Knospen gebildet. Der Blütenstandsstiel wird 6 bis 10 mm, die Blütenstiele 5 bis 10 mm lang. Beide sind drehrund, grün und wollig behaart.
Der Kelch ist grün gefärbt, misst im Durchmesser 18 mm und ist zur Blütezeit zurückgebogen. Er ist mit dreieckigen Kelchzipfeln besetzt. Die Außenseite ist mit verzweigten Trichomen samtig behaart, die Innenseite ist mit Drüsen besetzt. Der Rand ist bewimpert. Zur Fruchtreife ist der Kelch grün und misst 18 bis 20 mm im Durchmesser. Die leuchtend blau-violette Krone ist urnenförmig, der Kronsaum ist zurückgebogen bis zurückgerollt. Die Kronröhre ist 8 bis 13 mm lang. Die Innenseite der Kronröhre ist unbehaart, die Außenseite vor allem an den Hauptadern mit einfachen, gegabelten und verzweigten Trichomen besetzt. Die Basis misst 10 bis 12 mm im Durchmesser. Dort bilden sich zwischen den verbreiterten Enden der Staubfäden fünf Gruben, in denen sich ein durchsichtiger Nektar bildet. Der Kronsaum ist mit fünf Kronzipfeln besetzt, zwischen denen fünf kleiner Kronläppchen stehen. Beide sind dreieckig geformt und besitzen einen bewimperten Rand. Der Kronsaum hat mit den Kronzipfeln einen Durchmesser von 18 bis 20 (selten auch bis 25) mm, die der Blütenachse zugewandte Seite ist mit 0,2 bis 0,3 mm langen, einfachen Trichomen fein behaart. Die oberste Zelle dieser Trichome sind abgerundet und deutlich angefärbt.
Die Staubblätter sind 13 bis 17 mm lang. Bis die Staubbeutel aufspringen, verlängern sich die Staubfäden unterschiedlich innerhalb einer Blüte, so dass die Staubbeutel zunächst auf unterschiedlichen Höhen stehen. Die Staubfäden sind an der Basis violett, ansonsten blass grün gefärbt, die unteren 20 bis 25 % sind mit einfachen, nicht gefärbten Trichomen behaart. Die Staubbeutel sind gelb, 2,4 bis 3,3 mm lang und stehen 5 bis 14 mm über die Krone hinaus. Der blass grün gefärbte Griffel ist 1,5 bis 2 cm lang, die Narbe ist köpfchenförmig und zweilappig, hat einen Durchmesser von 0,84 bis 1,5 mm und steht etwa 8 bis 13 mm vor der Krone. Die weiblichen Blütenbestandteile sind unbehaart, nur die Narbe ist mit 60 bis 90 µm langen Papillen besetzt. Der Blütenboden wölbt sich um den Fruchtknoten.

### Früchte und Samen
Die Früchte sind nahezu kugelförmige, orange Beeren mit einem Durchmesser von bis zu 11 mm, der Griffel ist zum Teil an der Frucht beständig. In den Beeren wurden zwischen 55 und 108 Samen gezählt, diese sind nierenförmig.

## Vorkommen
Jaltomata yacheri ist zunächst ausschließlich aus der Provinz Hualgayoc im peruanischen Departement Cajamarca bekannt, wo sie lokal, aber in Höhenlagen um 3460 m verbreitet ist. Neue Expeditionen des Norandean Forest-Teams unter der Leitung von Dr. Luis Johnson haben ihr Verbreitungsgebiet auf die Provinz Cajamarca und einen Höhenbereich von 3050 bis 3500 Metern über dem Meeresspiegel ausgeweitet.

## Botanische Geschichte und Etymologie
Das Typusexemplar wurde am 18. Juni 1999 von Thomas Mione, Segundo Leiva Gonzales und Leon Yacher gesammelt. Thomas Mione und Segundo Leiva Gonzales veröffentlichten 2007 die Erstbeschreibung der Art. Das Artepitheton ehrt Leon Yacher.